# Biskupi antwerpscy
Biskupi antwerpscy - lista biskupów pełniących swoją posługę w diecezji antwerpskiej.

## Biskupi antwerpscy

### Pierwsze biskupstwo antwerpskie (1559-1801)
- 1559–1568: vacat
- 1569–1576: bp Franciscus Sonnius
- 1576–1586: vacat

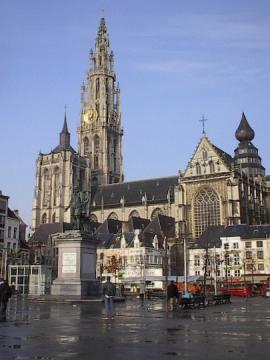
Katedra Najświętszej Marii Panny w Antwerpii

- 1586–1595: bp Laevinus Torrentius
- 1597–1601: bp Willem de Berghes
- 1603–1611: bp Johannes Miraeus
- 1611–1633: bp Johannes Malderus
- 1634–1651: bp Gaspard Nemius
- 1652–1676: bp Ambrosius (ook Marius) Capello
- 1677–1678: bp Aubertus van den Eede
- 1679–1699: bp Joannes Ferdinandus Van Beughem
- 1700–1706: bp Reginaldus Cools
- 1707–1727: bp Peter Josef de Francken-Sierstorff
- 1727–1742: bp Carolus d'Espinoza
- 1742–1744: bp Guilielmus Philippus de Herzelles
- 1746–1746: bp Josephus Werbrouck
- 1749–1758: bp Dominicus de Gentis
- 1758–1775: bp Hendrik Gabriel van Gameren
- 1776–1784: bp Jacob Thomas Jozef Wellens
- 1785–1798: bp Cornelius Franciscus Nelis
- 1798–1801: vacat

### Drugie biskupstwo antwerpskie (od 1961)
- 1962–1977: bp Jules Victor Daem
- 1977–1980: bp Godfried Danneels
- 1980–2009: bp Paul Van den Berghe
- od 2009: bp Johan Bonny